# Volary

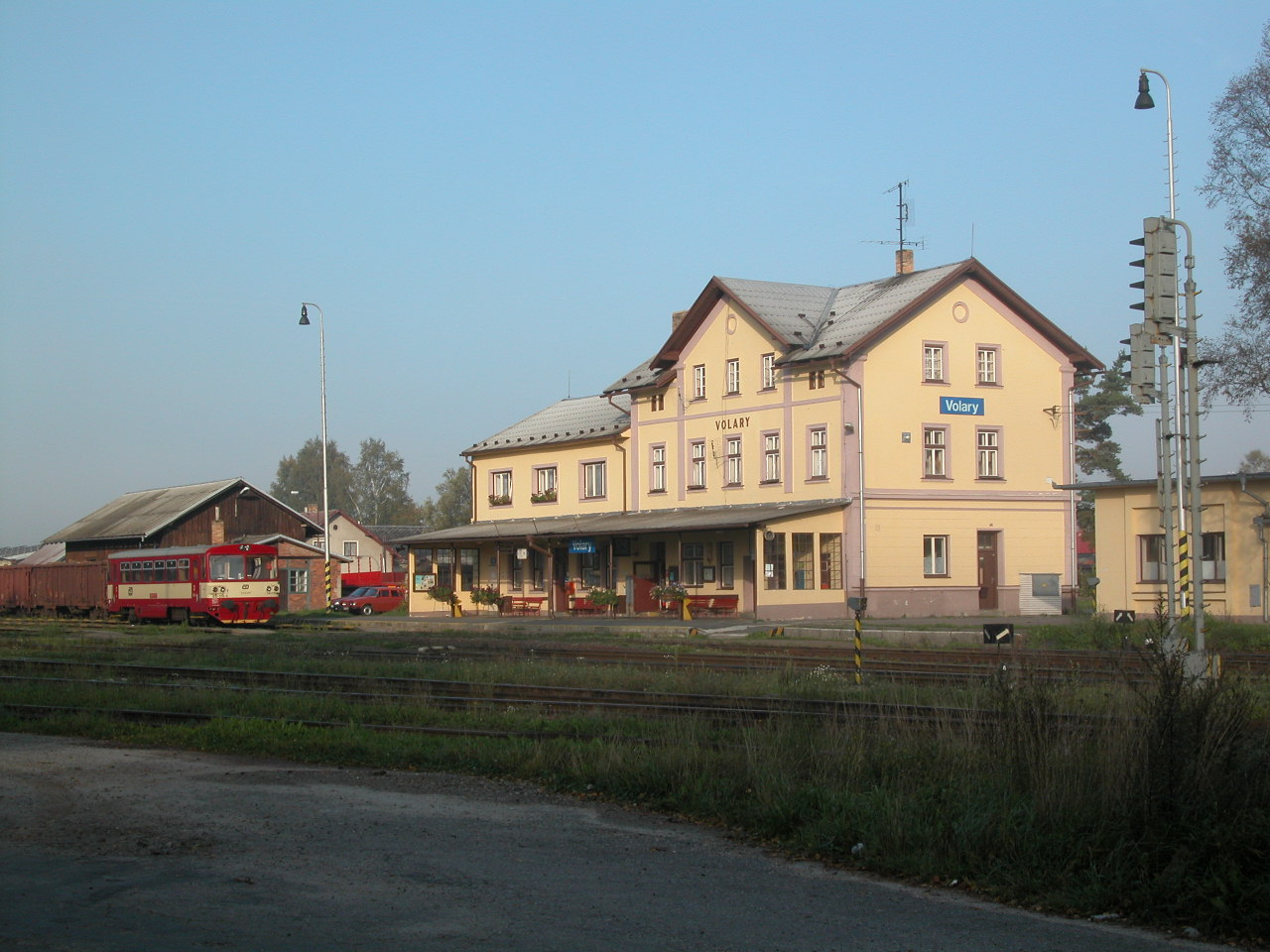
Het station van Volary

Volary (Duits: Wallern) is een Tsjechische gemeente en plaats gelegen in het zuiden van het land. De plaats ligt dicht bij de grens met Duitsland in het Bohemer Woud. In 2021 had de gemeente Volary 3.738 inwoners.
Volary was tot begin 1946 een plaats met een Duitstalige bevolking. In maart 1946 werd de Duitstalige bevolking verdreven.

## Bestuurlijke indeling
Tot de gemeente Volary behoren de kernen Volary (Wallern), Chlum (Humwald) en Mlynářovice (Müllerschlag). Kadastrale gebieden zijn Cudrovice (Zuderschlag), Chlum, Horní Sněžná (Oberschneedorf), Jedlová, Krejčovice (Schneiderschlag), Milešice (Oberschlag), Mlynářovice, Průmyslový obvod, Sídliště, Soumarský Most (Säumerbrücke), Stögrova Huť (Stögerhütte), U Lexova mlýna, Účelové zařízení, Volary-střed en Za pivovarem. 

## Bezienswaardigheden
- Kerk St. Katharina, 17de eeuw
- Houten huizen in Alpenstijl (Volarské domy)

## Partnersteden en -gemeenten
- Waldkirchen
- Grainet
- Wallern an der Trattnach

## Geboren in Volary
- Gustav Herglotz (1881–1953)
- Jeanette Barones Lips von Lipstrill (geboren als Rudolf Schmid, 1924–2005)
- Wenzel Draxler (1861–1942)
- Alfred Walter (1929–2004)
- Hans Schreiber (1859–1936)

Babice ·
Bohumilice ·
Bohunice ·
Borová Lada ·
Bošice ·
Budkov ·
Buk ·
Bušanovice ·
Čkyně ·
Drslavice ·
Dub ·
Dvory ·
Horní Vltavice ·
Hracholusky ·
Husinec ·
Chlumany ·
Chroboly ·
Chvalovice ·
Kratušín ·
Křišťanov ·
Ktiš ·
Kubova Huť ·
Kvilda ·
Lažiště ·
Lčovice ·
Lenora ·
Lhenice ·
Lipovice ·
Lužice ·
Mahouš ·
Malovice ·
Mičovice ·
Nebahovy ·
Němčice ·
Netolice ·
Nicov ·
Nová Pec ·
Nové Hutě ·
Olšovice ·
Pěčnov ·
Prachatice ·
Radhostice ·
Stachy ·
Stožec ·
Strážný ·
Strunkovice nad Blanicí ·
Svatá Maří ·
Šumavské Hoštice ·
Těšovice ·
Tvrzice ·
Újezdec ·
Vacov ·
Vimperk ·
Vitějovice ·
Vlachovo Březí ·
Volary ·
Vrbice ·
Záblatí ·
Zábrdí ·
Zálezly ·
Zbytiny ·
Zdíkov ·
Žárovná ·
Želnava ·
Žernovice